# Burgstall Hatzelsdorf
Der Burgstall Hatzelsdorf bezeichnet eine abgegangene Höhenburg inmitten des Weilers Hatzelsdorf, eines Gemeindeteils der Oberpfälzer Gemeinde Zell im Landkreis Cham. „Archäologische Befunde im Bereich der ehem. Kath. Kirche St. Stephan in Hatzelsdorf, darunter die Spuren einer abgegangenen mittelalterlichen Burg“ werden als Bodendenkmal unter der Aktennummer D-3-6840-0050 im Bayernatlas als  geführt. Der als Stall und Speicher umgenutzte Kirchenbau ist unter der Aktennummer D-3-72-167-14 als Baudenkmal verzeichnet.

## Geschichte
Die Burg wurde vermutlich im 12. oder 13. Jahrhundert von den Herren von Hatzelsdorf erbaut. Hatzelsdorf selbst ist eine Gründung, die auf das 9. Jahrhundert zurückgeht und im Zuge der fränkischen Staatskolonisation errichtet wurde. Die zu Hatzelsdorf auftretenden Dienstmänner gehörten zu den diepoldischen Ministerialen des Klosters Reichenbach. Um 1160 ist bei einer Schenkung der Rohrbacher zu Rohrbach an das Kloster ein Altman de Hezrichensdorf als Zeuge bekundet. Um 1177 wird  noch ein Pilgrimus de haziginisdorf bei einer Übergabe des Prädiums (= Landgut) Helmprechtshoven an das Kloster Reichenbach genannt.
Die in Hatzelsdorf (in der Gemeinde Unterzell) vorhandene Filialkirche war dem hl. Stefan geweiht und gehörte zum Bistum Bamberg. Die Kirche wurde in der zweiten Hälfte des 12. Jahrhunderts errichtet und soll ursprünglich die Burgkapelle zu dem Ministerialensitz gewesen sein. Neben der Kirche befand sich hier ein Anwesen, wie aus der Aufstellung der Mannschaften  des Klosters zum Amt Wetterfeld von 1596 hervorgeht. 1807 gehörte die Filialkirche zur Pfarrei Kirchenrohrbach. 1820/21 gehört Hatzelsdorf mit drei Familien zu der Ruralgemeinde Buchendorf im Landgerichtsbezirk Roding. 1946 wurde Hatzelsdorf nach Unterzell eingegliedert, nach dem 1. Mai 1978 gehörte Unterzell, heute Zell, zu den elf selbständigen Gemeinden des Landkreises Roding (jetzt Landkreis Cham).

## Beschreibung
Der Burgstall befindet sich im Haus Nr. 7 im Weiler Hatzelsdorf. Von ihm ist die ehemalige Burgkapelle und katholische Kirche St. Stephan teilweise erhalten. Nach der Säkularisation wurde die Kirche als Stall und Speicher in das Bauernhaus einbezogen. Erhalten ist der romanische Gewölbebau aus Großquadermauerwerk.